# Valeriae et Horatiae
Valeriae et Horatiae és el nom donat a les lleis aprovades cap a l'any 449 aC pels cònsols Luci Valeri Potit i el seu col·lega Marc Horaci Barbat, després de l'eliminació del decemvirat i el restabliment del consolat.